# Цимановський Віталій Віталійович
Віталій Віталійович Цимановський (27 березня 1968, Запоріжжя — 18 квітня 1995, Бамут, Чечня) — командир групи 7-го загону спеціального призначення «Росіч» 100 -ї дивізії оперативного призначення Північно-Кавказького округу Внутрішніх військ Міністерства внутрішніх справ Російської Федерації; Герой Росії (2003).

## Біографія
З 1991, після закінчення Новосибірського вищого військового командного училища МВС, служив командиром взводу в групі спеціального призначення «Скорпіон» 47 ПОН 100-ї дивізії оперативного призначення Північно-Кавказького округу Внутрішніх військ, а з 1992 року призначення «Росіч» 100-ї дивізії оперативного призначення Північно-Кавказького округу Внутрішніх військ.
Брав участь у війнах на пострадянському просторі (Нагірний Карабах, Північна Осетія, Інгушетія).
З листопада 1994 року брав участь у боях першої чеченської війни: взяття станиці Ассінівська, штурм Грозного.
У квітні 1995 року брав участь у боях за село Бамут (Ачхой-Мартанівський район Чечні). 18 квітня 1995 року очолював одну з трьох груп загону «Росіч», які штурмували опорний пункт чеченців  на Лисій горі. Загинув у цьому бою.
Подання В. Цимановського до звання Героя Росії у 1995 році було відхилено на тій підставі, що за кілька днів до свого подвигу він був нагороджений орденом.
"За мужність та героїзм, виявлені під час виконання військового обов'язку", Указом Президента Російської Федерації № 1070 від 15 вересня 2003 року капітану Цимановському Віталію Віталійовичу надане звання Героя Російської Федерації (посмертно).

## Нагороди
- медаль «Золота Зірка» Героя Росії (15.9.2003; № 796)
- орден Мужності (1995)
- медаль «За відвагу» (1994).

## Пам'ять
- 2005 року в місті Запоріжжі встановлено меморіальну дошку на честь В. Цимановського.[2]
- В. Цимановський надовго зарахований до списків особового складу військової частини 3719 СКО ВВ МВС Росії[1].